# Wilfredo Ardito Vega
Wilfredo Jesús Ardito Vega (n. Lima, 31 de mayo de 1965) es un abogado, escritor, catedrático y activista peruano especializado en temas de derechos humanos, democracia, justicia comunitaria, lucha contra la discriminación y derechos de los pueblos indígenas.  
Actualmente es catedrático de la Facultad de Derecho de la Pontificia Universidad Católica del Perú (PUCP), donde ejerció el cargo de Defensor Universitario, de la Escuela de Posgrado de la Universidad Nacional Mayor de San Marcos, la Universidad Técnica de Cotopaxi y la Universidad Tecnológica del Perú. Ha sido responsable del Programa de Jueces de Paz del Instituto de Defensa Legal (IDL), fundador de la Mesa para la No Discriminación de la Coordinadora Nacional de Derechos Humanos, responsable de Derechos Económicos, Sociales y Culturales de APRODEH y coordinador de incidencia de la sección peruana de Amnistía Internacional. Ha trabajado durante muchos años con población indígena en Guatemala y Perú.       
Ha organizado diversas campañas contra el racismo y la discriminación en el Perú. Ha promovido el uso del quechua en la administración pública, especialmente en la policía y el Poder Judicial.        
Máster en Derecho Internacional de los Derechos Humanos por la Universidad de Essex, magíster en Estudios Culturales por la PUCP y Doctor en Derecho por la Pontificia Universidad Católica del Perú (PUCP).
En el año 2015, ganó el concurso de novela corta, organizado por el Banco Central de Reserva del Perú con la novela «Los Dorados Años Veinte», novela histórica que muestra las corrientes indigenistas y las protestas sociales durante el segundo gobierno de Augusto B. Leguía. Sus otras novelas, El cocinero clandestino y El nuevo mundo de Almudena abordan la problemática de la desigualdad y el racismo en el Perú.   

## Publicaciones
- Los Indígenas y la Tierra en las leyes de América Latina. Survival International. Londres, 1996.
- Diccionario Español-Q'eqchi' de Términos de Derechos Humanos. Misión de Naciones Unidas para Guatemala, Guatemala, 1997.
- Manual sobre Discriminación para Funcionarios Públicos.  Asociación Pro Derechos Humanos. Lima. Tres ediciones, enero, mayo y noviembre de 2008
- Situación de los derechos de los pueblos indígenas. Bolivia. Ecuador. Perú. Centro Bartolomé de las Casas, Cusco, 2008 UCSUR.
- Reflexiones peruanas: por un país sin discriminación. Coordinadora Nacional de Derechos Humanos, Lima, 2009. 152 p.
- Derechos colectivos de los pueblos indígenas: el caso peruano. Centro de Estudios Regionales Andinos Bartolomé de las Casas, Cusco, 2009. 174 p.[2]
- Las ordenanzas contra la discriminación, Cuaderno de Trabajo Nº 13. Departamento de Derecho de la Pontificia Universidad Católica del Perú, Lima, 2009.
- Retos contemporáneos del derecho público: el derecho ante la política. Pontificia Universidad Católica del Perú, Lima, 2010. 309 p.
- El nuevo mundo de almudena (Novela). Ediciones Altazor. Publicada en italiano como Cercando Almudena EMI, Lima, 2011.
- El cocinero clandestino (Novela). Ediciones Altazor, Lima, 2013
- Manual para el empleo del quechua en las comisarías con Gavina Córdova. Pontificia Universidad Católica del Perú, 2013
- Manual para el manejo del quechua chanka en la administración de justicia. Con los aportes de los traductores Eber Llaqtarimay, Cynthia Palomino, Juan Galiano, Clodomiro Landeo y Apolinario Saldívar Ministerio de Cultura, 2014
- Qichwasimirayku: Batallas por el Quechua, con Virginia Zavala, Gavina Córdova y Luis Mujica.   Pontificia Universidad Católica del Perú.  Lima, 2014.
- Los dorados años veinte  (Novela).  Ganadora del Premio del Banco Central de Reserva del Perú.  Lima, 2015.
- Discriminación étnico racial en el ámbito laboral.  Diagnóstico Situacional.  Lima, 2017